# Stuksgewijze regressieanalyse
In de statistiek is stuksgewijze regressieanalyse, of naar het Engels: gesegmenteerde regressieanalyse, een methode van regressieanalyse waarbij het bereik van de onafhankelijke variabele opgedeeld wordt in intervallen (segmenten) en een regressieanalyse wordt uitgevoerd voor ieder segment. Stuksgewijze regressieanalyse wordt toegepast als de relatie tussen de onafhankelijke en afhankelijke variabele plotselinge veranderingen vertoont van segment tot segment. Als in de segmenten lineaire regressies worden uitgevoerd, spreekt men van stuksgewijze of gesegmenteerde lineaire regressie.
De grenzen tussen de segmenten worden breekpunten genoemd. Men onderscheidt breekpunten met een kritieke, een veilige en een drempelwaarde waarboven of waaronder (on)gewenste effecten optreden. Het eerste deel van de analyse houdt de bepaling van de breekpunten in. Soms volgen deze op natuurlijke wijze uit de probleemstelling, in andere gevallen moeten ze geschat worden.

## Voorbeeld

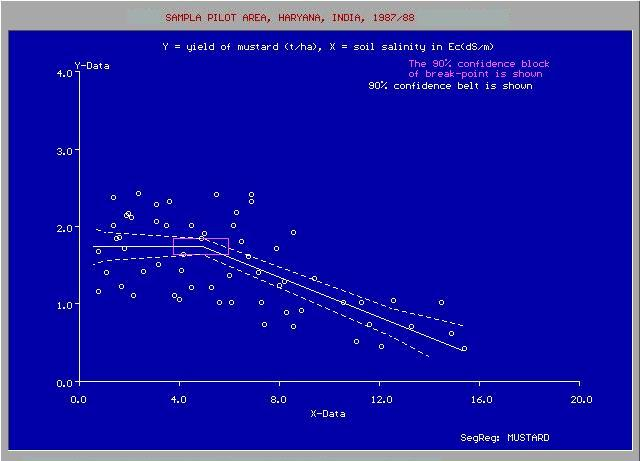
Gesegmenteerde lineaire regressie

In de nevenstaande figuur is het verband weergegeven tussen de opbrengst {\displaystyle Y} van mosterd en het zoutgehalte {\displaystyle X} van de bodem. De opbrengst is gemeten in ton/ha en het zoutgehalte als de specifieke elektrische geleidbaarheid (Ec) van de bodem in dS/m.
Er is één breekpunt B = 4,93. De geschatte regressievergelijking links van B is:
{\displaystyle Y=1{,}74},
met correlatiecoëfficiënt
{\displaystyle R_{1}^{2}=0{,}0035} (niet significant verschillend van 0)
en rechts van B:
{\displaystyle Y=-0{,}129X+2{,}38}.
met correlatiecoëfficiënt 
{\displaystyle R_{2}^{2}=0{,}395} (significant verschillend van 0)
hetgeen er op wijst dat bodemzoutgehalten < 4.93 dS/m veilig zijn en bodemzoutgehalten > 4.93 dS/m de opbrengst verlagen met 0,129 ton/ha per eenheid van toename van het zoutgehalte.
De figuur is gemaakt met het computerprogramma SegReg. De grens tussen de segmenten (het breekpunt) wordt hierin zo geoptimaliseerd dat de kwadratensom van de afwijkingen van de Y waarden ten opzichte van de regressielijnen minimaal is.
Men mag echter op biologische gronden verwachten dat de respons van mosterd op de milieufactor elektrische geleidbaarheid unimodaal is en lijkt op een gaussische functie. Met behulp van regressie kan een schatting gemaakt worden van het optimum (elektrische geleidbaarheid waarbij de groeirespons van mosterd maximaal is) en van de tolerantie.